# Kutyska
Kutyska (ukr. Кутиська, ukr. do 1946 r. Kutyszcze, Кутище) – wieś na Ukrainie w rejonie tłumackim obwodu iwanofrankiwskiego, nad Dniestrem.
Pod koniec XIX w. grupa domów we wsi w powiecie tłumackim nosiła nazwę Suchodół. 
W II Rzeczypospolitej wieś w powiecie tłumackim województwa stanisławowskiego.
W latach 1944–1945 nacjonaliści ukraińscy z OUN-UPA zamordowali tutaj 49 Polaków.